# Habenaria nuda
Habenaria nuda är en orkidéart som beskrevs av John Lindley. Habenaria nuda ingår i släktet Habenaria och familjen orkidéer. Inga underarter finns listade i Catalogue of Life.